# Neurolyga subarctica
Neurolyga subarctica är en tvåvingeart som först beskrevs av Boris Mamaev 1990.  Neurolyga subarctica ingår i släktet Neurolyga och familjen gallmyggor. Inga underarter finns listade i Catalogue of Life.